# Leichtathletik-Weltmeisterschaften 2011/Teilnehmer (Botswana)
| Gelbes Symbol für Goldmedaillen mit stilisierten Olympischen Ringen | Graues Symbol für Silbermedaillen mit stilisierten Olympischen Ringen | Braundes Symbol für Bronzemedaillen mit stilisierten Olympischen Ringen |
| ------------------------------------------------------------------- | --------------------------------------------------------------------- | ----------------------------------------------------------------------- |
| 1                                                                   | —                                                                     | —                                                                       |

Der Leichtathletik-Verband Botswanas stellte bei den Leichtathletik-Weltmeisterschaften 2011 im koreanischen Daegu drei Teilnehmer.

## Ergebnisse

### Männer

#### Laufdisziplinen
| Athlet      | Disziplin | Vorlauf | Vorlauf | Halbfinale    | Halbfinale    | Finale        | Finale        |
| Athlet      | Disziplin | Zeit    | Platz   | Zeit          | Platz         | Zeit          | Platz         |
| ----------- | --------- | ------- | ------- | ------------- | ------------- | ------------- | ------------- |
| Pako Seribe | 400 m     | 46,97 s | 27      | ausgeschieden | ausgeschieden | ausgeschieden | ausgeschieden |

#### Sprung/Wurf
| Athlet            | Disziplin  | Qualifikation | Qualifikation | Finale        | Finale        |
| Athlet            | Disziplin  | Weite/Höhe    | Platz         | Weite/Höhe    | Platz         |
| ----------------- | ---------- | ------------- | ------------- | ------------- | ------------- |
| Kabelo Kgosiemang | Hochsprung | 2,21 m        | 25            | ausgeschieden | ausgeschieden |

### Frauen

#### Laufdisziplinen
| Athletin        | Disziplin | Vorlauf | Vorlauf | Halbfinale | Halbfinale | Finale     | Finale |
| Athletin        | Disziplin | Zeit    | Platz   | Zeit       | Platz      | Zeit       | Platz  |
| --------------- | --------- | ------- | ------- | ---------- | ---------- | ---------- | ------ |
| Amantle Montsho | 400 m     | 50,95 s | 1       | 50,13 s    | 1          | 49,56 s NR | Gold   |